# Tapirus terrestris spegazzinii
Tapirus terrestris spegazzinii es la denominación científica de una de las subespecies en que se divide la especie Tapirus terrestris, un mamífero perisodáctilo del género Tapirus de la familia de los tapíridos, denominada popularmente como «tapir sudamericano», «tapir de las tierras bajas», o «tapir amazónico». Esta subespecie se distribuye en el centro de Sudamérica.

## Taxonomía
Este taxón fue descrito originalmente como una buena especie por el naturalista, paleontólogo, y zoólogo argentino Florentino Ameghino en el año 1909, basado en diferencias craneales y de su morfología externa e interna. Posteriormente, Lydekker en el año 1916 lo recategorizó como una subespecie de Tapirus terrestris. Su larga y alta cresta sagital que parte desde los frontales lo relacionan a esa especie.
El ejemplar tipo es un cráneo de un macho adulto, depositado en el MACN, colectado por Carlos Spegazzini. La localidad tipo es: río Pescado, Departamento de Orán, provincia de Salta, Argentina.
Su coloración es ligeramente más clara y más gris que Tapirus terrestris colombianus, del norte de Colombia, y notoriamente más clara que los tapires de las Guayanas y el este de Sudamérica (Tapirus terrestris terrestris), los cuales se sitúan en el extremo opuesto de la gama de coloración de la especie.
Sinonimia
La sinonimia de este taxón es la siguiente:
- Tapirus terrestris obscura Dennler, 1939
- Tapirus spegazzinii Ameghino, 1909
- Tapirus terrestris anulipes (Hermann, 1924) tipo: Cuiabá, Mato Grosso, Brasil;
- Tapirus anulipes Hermann, 1924

## Distribución
El tapir se distribuye desde el centro-sur de Brasil en Mato Grosso, el este de Bolivia, el oeste de Paraguay y el centro-norte y noroeste de Argentina, en áreas chaqueñas de Formosa, Chaco, Santa Fe (Villa Ocampo, departamento General Obligado) y el extremo nordeste de Santiago del Estero, además, mantiene una considerable población en las yungas del este de la provincia de Salta, este de Jujuy, llegando por el sur hasta el extremo noreste de la provincia de Tucumán, en donde ha desaparecido a mediados del siglo XX, si bien hay un proyecto para su reintroducción.

## Hábitat
Esta subespecie habita, generalmente asociada a cursos fluviales o zonas pantanosas, en selvas de montaña y en galería, bosques húmedos o densos, y vegetación herbácea alta en sabanas, en altitudes desde el nivel del mar hasta los 2100 m s. n. m.

## Costumbres
Hábitos
Se trata de un taxón de hábitos solitarios o limitado a pequeños grupos familiares, los que emplean para sus contactos entre la densa vegetación un silbido de tono alto.
Delimita su territorio mediante pilas de excrementos, el orinado localizado, y la marcación olfativa de ramas mediante glándulas faciales.
Alimentación
Posee sitios de descanso y otros de alimentación; se traslada entre ellos mediante el uso de senderos.
Se alimenta en el crepúsculo o durante la noche. Su dieta es herbívora; emplea su probóscide (nariz móvil) para asir su alimento, el cual consiste principalmente en hojas, frutos, etc.
Predadores
Sus principales predadores son el yaguareté (Panthera onca) y el puma (Puma concolor). A ellos se suma el ser humano, pues esta especie es cazada para servir de alimento o como trofeo de caza deportiva.
Reproducción
Pare sólo una cría (de entre 4 y 7 kg) luego de una gestación de entre 392 y 405 días. Su color es diferente al de los adultos: sobre una base de castaño oscuro presenta motas y bandas longitudinales de color blanco; esta librea la mantendrá hasta los 8 meses. Por 10 u 11 meses la cría vive junto a la madre, hasta que esta tiene un nuevo encuentro sexual con un macho (las cópulas ocurren cada 2 años);  en ese momento la cría pasa a ser independiente, alcanzando su  madurez sexual a los 2 años en el caso de las hembras y a los 4 cuando se trata de los machos.

## Conservación
En Argentina está catalogado como especie en peligro de extinción.
La reducción de su hábitat natural y la caza sin control son las principales causas de su retroceso numérico. Le es indispensable para poder sobrevivir la conservación de grandes áreas naturales. En la provincia del Chaco es considerado «monumento natural provincial».